# Železniško postajališče Dolga Gora
Železniško postajališče Dolga Gora je eno izmed železniških postajališč v Sloveniji, ki oskrbuje bližnji naselji Dolga Gora in Lipoglav. Do konca 70. let dvajsetega stoletja se je postajališče imenovalo Lipoglav.

## Mobilnost
- Stopnišče za dostop do peronov
- Dvigalo za dostop do peronov
- Parkirišče
- Parkirna mesta za invalide